# 대니엘 라이언
대니엘 라이언(영어: Danielle Ryan, 1983년 11월 1일 ~ )는 아일랜드의 배우이다. 항공사 라이언에어 창립자 토니 라이언의 손녀이다.

## 출연 작품
- 와일드 마운틴 타임 - 메이브 역